# L'Oriental (Múrcia)
L'Oriental és una comarca murciana formada pels municipis de Fortuna i Favanella. Limita a l'est amb el Baix Segura, al nord amb l'Altiplà, a l'oest amb el Segura Mitjà i al sud amb l'Horta de Múrcia. Té una població de 13.685 habitants (2003). A l'est hi ha una zona que pertany a la subcomarca del Carxe de llengua catalana.
| \| Municipi \| Població \| Extensió \| Densitat \| \| Favanella \| 6.188 \| 233,9 \| 26,50 \| \| Fortuna \| 7.707 \| 148,9 \| 51,72 \| \| Total \| 13.215 \| 382,8 \| 34,52 \| |          |          |          |
| Municipi | Població | Extensió | Densitat |
| Favanella | 6.188    | 233,9    | 26,50    |
| Fortuna | 7.707    | 148,9    | 51,72    |
| Total | 13.215   | 382,8    | 34,52    |